# 琥珀酰原冰岛衣酸
琥珀酰原冰岛衣酸是一种有机化合物，化学式C22H18O12，属于一种缩酚酸环醚衍生物，能视为琥珀酸与原冰岛衣酸形成的酯，是一些地衣的次级代谢产物。